# Amy Jo Johnson
Amy Jo Johnson (Dennis, 6 oktober 1970) is een Amerikaanse actrice, zangeres, liedschrijfster, muzikante en ex-gymnaste.

## Biografie
Johnsons vader Greig was autoverkoper. Haar moeder Christine was manager van een kledingwinkel. Johnson beoefende vanaf haar zevende gymnastiek en bereikte de hoogste klasse in deze discipline. Toen ze haar elleboog brak op haar zeventiende, was ze gedwongen het turnen op te geven.
Ze richtte zich op acteren. Na haar middelbare school studeerde ze aan de American Musical Dramatic Academy in New York. Twee jaar later vertrok ze naar Los Angeles om actrice te worden.
Vanaf 1993 speelde ze een titelrol in de kinderserie Mighty Morphin Power Rangers. Ze speelde ook mee in enkele spin-off-films daarvan. In 1995 verliet ze de serie en ging meespelen in televisiefilms en -series. Ze ging ook muziek maken, wat haar van pas kwam toen ze begin 1998 de rol van Julie Emrick in de serie Felicity kreeg. Op 19 augustus van datzelfde jaar stierf haar moeder aan kanker.
Johnson werd zangeres en gitariste van het bandje Valhalla, schrijft teksten en in haar vrije tijd is ze kunstschilderes. Ze is getrouwd geweest met Oliver Giner van 2009 tot 2017, samen hebben ze een dochter gekregen in 2008.

## Discografie
- Felicity (Soundtrack) (1999)
- Sweetwater (Soundtrack) (1999)
- The Trans-American Treatment (2001)
- Imperfect (2005)
- Since You're Gone (Single) (2007)
- Souvenirs (2008)
- Dancing In-Between (Single) (2008)